# Държавно първенство на България по плажен футбол
Държавното първенство на България по плажен футбол е национален шампионат, който определя носителя на титлата на страната по плажен футбол. Първенството се провежда ежегодно от юни до септември.
Шампионът на България по плажен футбол придобива правото да представя страната в Шампионската лига по плажен футбол.

## История
Първото държавно първенство на България по плажен футбол се провежда през лятото на 2008 г. Шампион става отборът на МФК Спартак (Варна) който тогава носи името ING Брокерс (Варна).

## Настоящ формат
Шампионатът започва с регионални турнири в София, Варна, Бургас и Русе, които са квалификации за Държавното първенство. Най-добрите два отбора от всеки регион се класират за финалите на първенството.
Класиралите се за финалната фаза отбори играят по системата всеки срещу всеки, като двубоите са разпределени в три турнира, които се провеждат в три различни града.
След изиграването на трите турнира първите четири тима в класирането придобиват право за участие в Суперфинал, на който се определя шампионът на България.

## Купа на БФС
След 2021 година,не се провежда официално държавно първенство,а турнир за Купата на БФС,победителят в този турнир обаче получава правото да участва в Шампионската лига по плажен футбол,което на практика показва, че този турнир наследява държавното първенство.

## Шампиони на България
| Сезон | Отбор                  |
| ----- | ---------------------- |
| 2008  | МФК Спартак (Варна)    |
| 2009  | Академика Микс (София) |
| 2010  | Академика Микс (София) |
| 2011  | МФК Спартак (Варна)    |
| 2012  | МФК Спартак (Варна)    |
| 2013  | МФК Спартак (Варна)    |
| 2014  | ФК Одесос (Варна)      |
| 2015  | ФК Одесос (Варна)      |
| 2016  | МФК Спартак (Варна)    |
| 2017  | МФК Спартак (Варна)    |
| 2018  | МФК Спартак (Варна)    |
| 2019  | МФК Спартак (Варна)    |
| 2020  | МФК Спартак (Варна)    |
| 2021  | МФК Спартак (Варна)    |

## Купа на БФС
| Сезон | Отбор               |
| ----- | ------------------- |
| 2022  | СА МВР (София)      |
| 2023  | МФК Спартак (Варна) |
| 2024  | не се провежда      |